# ليلي سوليفان
ليلي سوليفان هي ممثلة أسترالية، شاركت في فيلم أدغال وشاركت في بطولة فيلم الرعب صعود الشر المميت.

## روابط خارجية
- ليلي سوليفان على موقع IMDb (الإنجليزية)
- ليلي سوليفان على موقع ألو سيني (الفرنسية)
- ليلي سوليفان على موقع أول موفي (الإنجليزية)
- ليلي سوليفان على موقع قاعدة بيانات الفيلم (الإنجليزية)
- ليلي سوليفان على موقع كينوبويسك (الروسية)